# Hrabstwo Grenada
Hrabstwo Grenada (ang. Grenada County) – hrabstwo w stanie Missisipi w Stanach Zjednoczonych. Obszar całkowity hrabstwa obejmuje powierzchnię 449,38 mil² (1163,89 km²). Według szacunków United States Census Bureau w roku 2009 miało 23 046 mieszkańców.
Hrabstwo powstało w 1870 roku.

## Miejscowości
- Grenada

## CDP
- Elliott
- Holcomb[4]

| Populacja hrabstwa w poprzednich latach | Populacja hrabstwa w poprzednich latach |
| Rok                                     | Liczba ludności                         |
| --------------------------------------- | --------------------------------------- |
| 1980                                    | 21 019                                  |
| 1990                                    | 21 555                                  |
| 2000                                    | 23 263                                  |
| 2005                                    | 22 861                                  |